# Kodi
Kodi是由XBMC基金会开发的开源媒体播放器，原名XBMC（最后一个以XBMC命名的版本是13.2“Gotham”，14.0 “Helix”是第一个以“Kodi”命名的版本。），Kodi可以运行在多种操作系统和硬件平台。 它可以让用户播放本地或网络存储设备中的大多数视频、音乐、播客及各种常见数位媒体文件。
它是Windows Media Center很热门的替代物。 Kodi 的可定制性很高，有许多可以更改软件外观的皮肤及各种可以访问网络内容的插件，包括Spotify、鲨客、Pandora电台和Youtube。 从版本12.0（代号“Frodo”）开始，XBMC附带录制直播节目的数位视频录像机图形界面前端，同时支持电子节目指南和高清视频录制。
该软件最初是为计划运行在Xbox上的，名称也由此而来， 随后有了Android、 Linux、 BSD、 Mac OS X、iOS和Microsoft Windows操作系统的原生版。 单机版XBMC有XBMCbuntu。
由于该软件是开源的且跨平台，用C++（美国国家标准）写成，使得其改装版被用在智能电视、机顶盒、酒店电视系统及很多数位媒体播放器中。XBMC有多种衍生物，其中有一些通过XBMC基金会认证，可以标注“由XBMC驱动”或者“为XBMC设计”，比如Boxee。

## 概览
支持大多数音频、视频和图像格式，同时支持播放列表、可视化效果、幻灯片、天气预报和第三方插件。它可以连接互联网或者局域网。 
和大多数同类软件(如 Windows Media Center)不同的是 XBMC 自身不具备录制直播电视节目的能力。用 Python写的插件为其添加了许多新功能，比如电视节目指南、Youtube、电影预告片和在线播放播客。在XBMC上也可以玩 Python 写的小游戏。
XBMC 的源代码以GNU通用公共许可协议授权分发, 它由免税的非营利组织XBMC基金会赞助, 它由来自全球的自由软件爱好者开发。
XBMC 原始项目不再支持 Xbox, 但是第三方开发者的项目“XBMC4Xbox”仍然对Xbox提供服务。XBMC 流行的一个原因是第三方插件提供了很多盗版内容，虽然也有正版内容提供者的插件。基金会禁止在他们的论坛上讨论第三方插件，因此目前大家主要在XBMC HUB上讨论插件开发。

### 截图

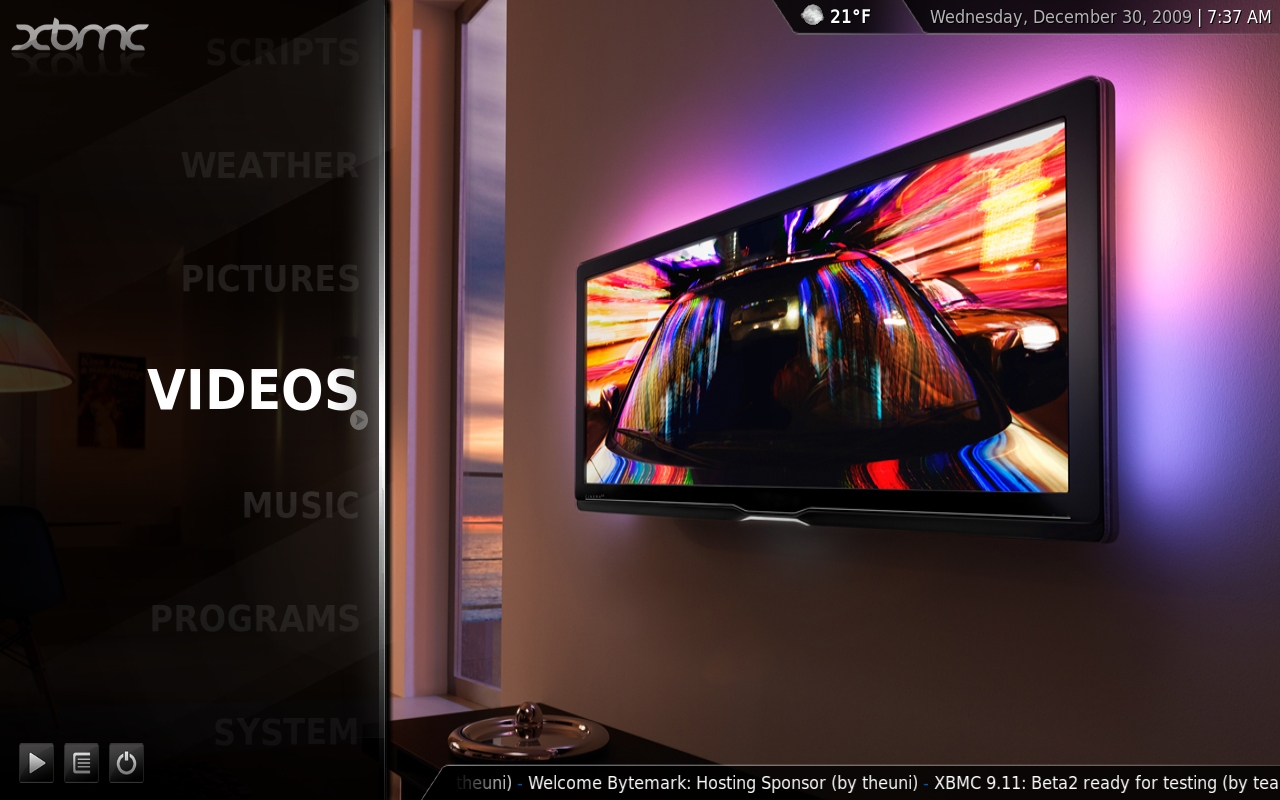
"Confluence" 皮肤主银幕。
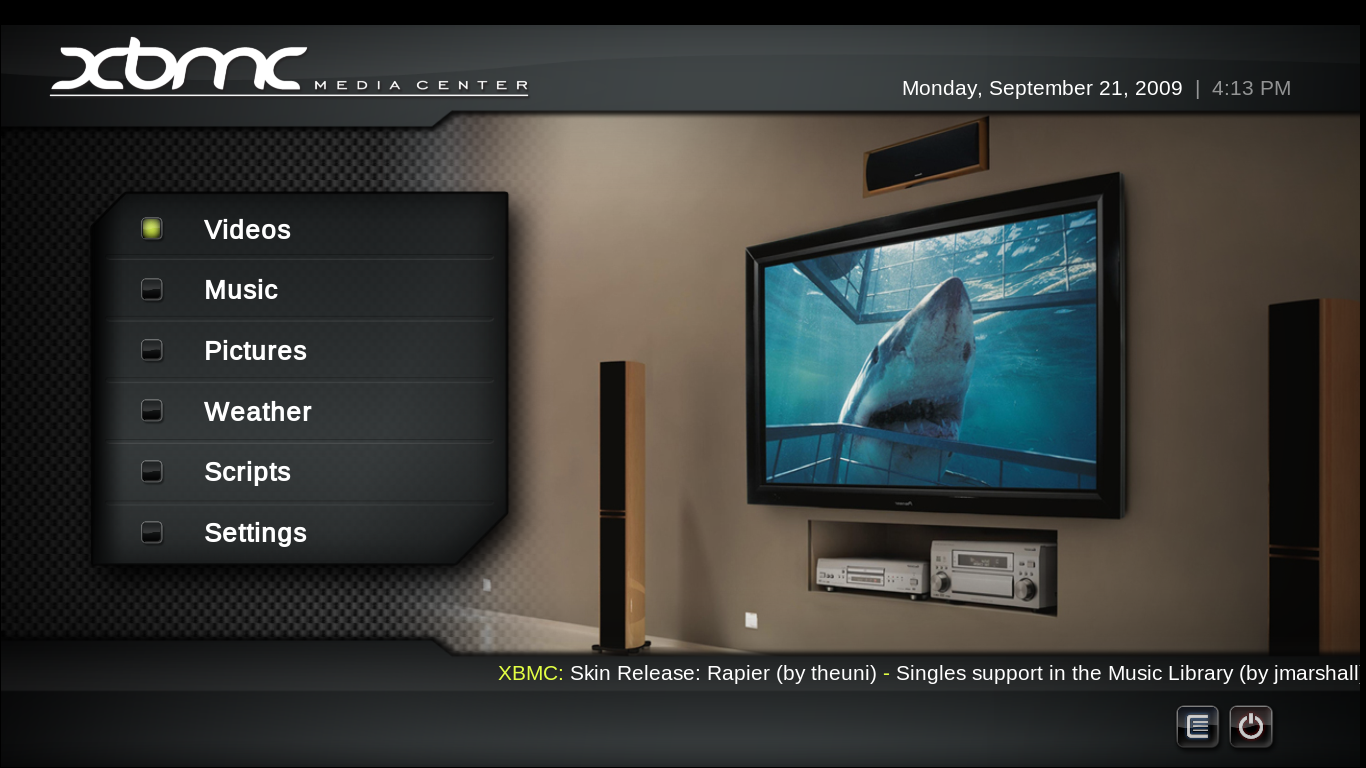
"PM3.HD" 皮肤主银幕。

### 硬件要求
Kodi要求图形处理器支持3D。现代电脑大多带有3D图形处理器，一些机顶盒也有，XBMC的设计也很节约资源。它可以运行在性能较弱的（参照英特尔Atom）的OpenGL 1.3 (支持GLSL)、 OpenGL ES 2.0 或 Direct3D (DirectX) 9.0平台，也可以在能力较强的IA-32/x86, x86-64, ARM, 或 PowerPC G4等平台上运行。播放全高清1080p的视频如果通过系统CPU软件解码需要2GHz 或更快的多核心处理器，否则会出现掉帧或其他异常现象。
Kodi也可以将大部分视频解码工作分担给支持以下硬件加速视频解码技术的图形硬件控制器： Intel的 VAAPI, Nvidia的 VDPAU, AMD的 XvBA, 微软的 DXVA, Apple的 VDADecoder/VideoToolBox, OpenMAX, 晶晨半导体的8726-MX系列VPU, 飞思卡尔的i.MX6x系列 VPU, 及 全志科技的 CedarX/CedarV VPU。 因此，XBMC可以在支持这些技术或带有这些硬件的很便宜的、低功耗的系统上播放高清视频。

### 语言支持
目前，Kodi支持包括中文在内的70多种语言，完全实现国际化与本地化。 如果没有某种语言，或者翻译过时了，可以编辑 XML 文件的中的字符串并向项目管理和缺陷跟踪管理系统提交该文件,版本11.0后 XBMC 转向使用Gettext以便使用基于网页的Transifex平台。